# 934

## Události

### Byzantská říše
- Jaro a léto – Maďaři uzavřeli spojenectví s Pečeněgy a probojovali se přes Thrákii do Konstantinopole.

### Evropa
- Léto – Emír Abd ar-Rahmán III. napadne Navarru a přinutí královnu Todu, aby se mu podřídila. Její syn, 15letý král García Sánchez I. se stává vazalem Córdobského emirátu.
- Haakon I. („Dobrotivý“), syn zesnulého krále Haralda Krásnovlasého, znovu sjednocuje království poté, co sesadil svého nevlastního bratra Erika Krvavou sekyru. Haakon se stává norským králem.
- Erupce sopky Eldgjá vytváří největší povodňový bazalt v historii (poprvé zdokumentovaný).

## Úmrtí
- 2. listopadu – Ema Francouzská, západofranská královna (* 894)

## Hlavy států
- České knížectví – Václav I. (Boleslav I. za předpokladu Václavova úmrtí 929)
- Papež –  Jan XI.
- Anglické království – Ethelstan
- Skotské království – Konstantin II. Skotský
- Východofranská říše – Jindřich I. Ptáčník
- Západofranská říše – Rudolf Burgundský
- Uherské království – Zoltán
- První bulharská říše – Petr I. Bulharský
- Byzanc – Konstantin VII. Porfyrogennetos